# Blepharis aspera
Blepharis aspera är en akantusväxtart som beskrevs av Anna Amelia Obermeyer. Blepharis aspera ingår i släktet Blepharis och familjen akantusväxter. Inga underarter finns listade i Catalogue of Life.